# Zoella
Zoe Elizabeth Sugg (28 de març de 1990), més coneguda pels seu àlies d'internet Zoella, és una videoblogger especialitzada en moda i bellesa, escriptora i personalitat d'Internet. La seva novel·la de debut, Girl Online, va sortir a la venda el novembre de 2014 i va batre el rècord de vendes a la primera setmana d'una primera novel·lista des que Nielsen BookScan va començar a recopilar tals rècords el 1998.

## Vida personal
Sugg és la germana gran de Joe Sugg, el qual també és videoblogger i una personalitat d'Internet, conegut a Youtube com a ThatcherJoe. Va créixer al poble de Lacock, Wiltshire, on va assistir a l'escola Corsham i a la universitat d'arts. Sugg ha estat en una relació amb el videoblogger Alfie Deyes des de l'octubre de 2012. i van tenir la seva primera filla l'agost de 2021. La família resideix a Brighton.

## Carrera
Sugg treballava com aprenent en una empresa de disseny d'interiors, quan va crear el seu blog, "Zoella", al febrer de 2009. Al final de l'any ja tenia un miler de seguidors i al Març de 2014 ha rebut més de 140 milions de visites. El blog de moda, bellesa i estil de vida es va expandir a un canal de YouTube el 2009, mentre Sugg estava treballant a la botiga de moda britànica New Look.
El 2013, Sugg va ser anomenada una de les ambaixadores del Servei del Ciutadà Nacional, ajudant a promoure el servei de la joventut. L'any següent Mind la nomenà la primera "Ambaixadora Digital", la caritat de salut mental.

### YouTube
El canal principal de Sugg, Zoella, anomenat més concretament "zoella280390", és majoritàriament especialitzat en moda, bellesa, hauls (vídeos en qué ensenya les seves últimes compres) i vídeos de favorits (mostra els seus productes favorits del mes anterior). El seu segon canal, MoreZoella, conté majoritàriament vlogs on mostra als seus espectadors qué fa en el seu dia a dia. És membre de la xarxa Estil Haul i és representada per Dominic Smales a Gleam Futurs. Sugg també apareix juntament amb altres YouTubers en el canal DailyMix, el qual està dirigit per Gleam. També participa en vídeos del canal All Things Hair-UK, juntament amb altres youtubers. Sugg ha fet moltes col·laboracions en el seu canal Zoella amb altres YouTubers, incloent: Louise Pentland, Tanya Burr, Alfie Deyes, Tyler Oakley, Troye Sivan, Grace Helbig, i molts altres.
Sugg és influent a través de mitjans de comunicació socials, sent anomenada per The Telegraph com una de les "més influents Tweeters de Gran Bretanya" el 2013. L'any 2015, el canal principal de Sugg, Zoella, té més de 8 milions de subscriptors i més de 450 milions de vídeo visites, i és el 59è canal més subscrit en la pàgina web; el seu segon canal, "MoreZoella", té més de 3 milions de subscriptors i més de 240 milions de vídeo visites. També té més de 3 milions de seguidors a Twitter i més de 4,7 milions a Instagram.
Al desembre de 2014, Sugg va ser criticada per filmar mentre estava conduint el seu cotxe. Un membre de la Policia Metropolitana va dir "podria haver matat algú. Com pot qualsevol que tingui els seus ulls fora de la carretera estar aquest temps en complet control del seu vehicle?" El portaveu de Sugg va declarar que "en el temps de filmar, ella estava majoritàriament estacionada"

### Treballs publicats
Sugg va signar un acord de dos llibres amb l'editorial Penguin Books el 2014. Els drets editorials nord-americans van ser adquirits per Atria.
La novel·la de debut de Sugg, La noia Online, va ser llançada el 25 de novembre de 2014. El llibre és dedicat a una audiència adult-jove i tracta sobre una noia de 15 anys que posseeix un blog anònim i què passa quan el seu blog es fa famós. Mentre sembla que estigui basat en expèriencies similars, Sugg ha declarat que el llibre és "de cap manera autobiogràfic". La novel·la va aconseguir ser el número més alt en la primera setmana de vendes d'un autor de debut des que es van iniciar els rècords l'any 1998". Es van vendre 78,109 còpies. El desembre de 2014 fou també el llibre més ràpid de vendre de l'any.
Penguin Books va declarar que "Sugg no va escriure La noia Online ella sola", declarant que "ha treballat amb un equip d'editorial expert per ajudar a donar vida els seus caràcters i experiències en una història commovedora i convincent". S'ha informat que la novel·lista d'adult-jove, Siobhan Curham, fou un ghostwriter per la novel·la, tot i que ni Penguin Books ni Sugg ha declarat això. Penguin Books va declarar que Curham era una "assessora editorial" per la novel·la.
Actualment, Zoe Sugg, està treballant en la segona part de La noia Online. Aquesta vegada sense l'ajuda de Curham, això sí, amb l'ajut de la seva editora a Penguin Books, Amy Alward. Així ho ha anunciat ella en un vídeo del seu segon canal, MoreZoella.

### Música
Sugg va presentar el 2014 el senzill "Do they know it's Christmas?" com a part de la Band Aid 30, supergrup de caritat, per recollir diners pel virus epidèrmic d'Ebola.

### Televisió
El juny de 2014, Sugg va ser convidadada en el programa Loose Women. També ha aparegut a This Morning el juliol de 2014, per parlar sobre l'ansietat, la qual ella pateix. Sugg també va participar en l'edició de 2015 de The Great British Bake Off.
Sugg, juntament amb The Slow Mo Guys i Vice News, va protagonitzar uns anuncis televisius, d'impremta, i billboard en el Regne Unit, els quals van aparèixer des del 25 de setembre de 2014. Els anuncis de televisió foren retransmesos en els tres canals terrestres del Regne Unit.

### Zoella Beauty
Sugg va llançar una gamma de Cosmètica sota el nom de la marca Zoella Beauty, el setembre de 2014. El "bath and beauty" llançament va ser, segons el Metro, el "llançament de bellesa més gran de l'any".

## Premis i nomenaments
Sugg va guanyar el 2011 als premis Cosmopolitan, el Premi de Blog en el "Millor Blog de Bellesa establert" i, l'any següent va guanyar la "MIllor Vlogger de Bellesa". També va ser guardonada el 2013 i 2014 amb el "Millor Vlogger Britànic" premi de la Ràdio 1 Teen Awards; el 2014 el Nickelodeon Kid's Choice Awars pel "Vlogger preferit del Regne Unit"; i el 2014 Teen Choice Award per "Estrella de la Web: Bellesa/Moda".
Sugg va entrar a la llista de The Telegraph dels "40 millors vloggers de bellesa el setembre de 2014, i "Reina del Haul" pel Vogue britànic el novembre.El seu era el quart canal més popular en el Regne Unit el 2014. Va ser inclosa en el 2015 a Debrett's 500, llistant la persona més influent de Gran Bretanya, sota la categoria de Nous Mitjans de Comunicació. El 2015 va ser nomenada com "La dona més inspiradora de la dècada" a dins de tecnologia per Grazia. El 2015 fou nomenada la 34a Dona més Sexy en el món per FHM.